# Rockfield Studios

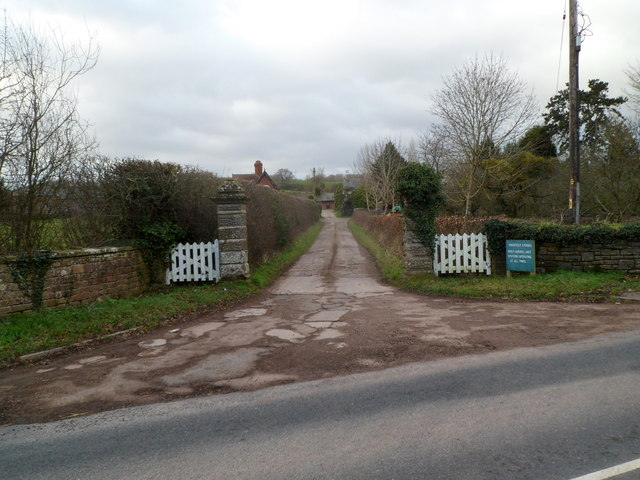
A stúdió bejárata

A Rockfield stúdió (angolul: Rockfield Studios) a walesi Monmouth közelében található, az azonos nevű, kis monmouthshirei falu határában. Itt vették fel a brit rockzene legsikeresebb felvételeinek egy részét.

## Története
A stúdiót 1963-ban alapította Kingsley és Charles Ward, egy tanyaépületet alakíttatva át. 1965-ben a világ első olyan stúdiója lett, ahol a zenekarok békés, nyugodt, vidéki környezetben dolgozhattak lemezeiken. A Rockfield tulajdonképpen két stúdióból áll, a Coach House-ból és Quadrangle-ból. Mindkettő alkalmas digitális és analóg felvételek készítésére.
A Coach House-t 1968-ban építették olyan zenekarok számára, akik nagy hangsúlyt fektetnek az természetes akusztikára. Itt vették fel lemezeiket többek között az Oasis, Bullet For My Valentine és Simple Minds együttesek.
A Quadrangle nevű stúdiót 1973-ban építették. Itt vették fel a Queen Bohemian Rhapsody című dalát. A nagy stúdiót élőzenei felvételek készítésére használják. Itt vették fel lemezeiket többek között a Manic Street Preachers, Robert Plant és Coldplay.
Az első nagy siker, amit a Rockfield stúdióban vettek fel, az I Hear You Knockin című dal volt Dave Edmundstól 1970-ben. A sikert követően az 1970-es évek elején itt vették fel a Budgie hét albumát, több Hawkwind albumot valamint Peter Hamill második szólóalbumát, a Chameleon in the Shadow of the Night-ot 1973-ban. 1974-ben itt vették fel az Ace együttes How Long? című sikerdalát, majd a Queen Sheer Heart Attack című lemezét. 1975 augusztusában a Queen visszatért és hozzálátott az A Night at the Opera című lemez elkészítéséhez. Itt készítették el a Bohemian Rhapsody című dal egy részét is. 1975-ben itt készültek el a Motörhead első felvételei. Az együttes rövid ideig a Rockfield kiadóval kötött szerződést. 1996 és 1997 között eltelt 12 hónap alatt az Oasis, Ash, Black Grape, The Charlatans és a Boo Radleys által felvett anyagok öt listavezető albumot adtak ki.

## Felvételek
A Rockfield stúdióban számos híres énekes és együttes készített felvételeket:

### Az 1960-as évek
- The Interns
- Love Sculpture
- Doc Thomas Band[3]

### Az 1970-es évek
- Ace
- Joan Armatrading
- Arthur Brown
- Black Sabbath
- Budgie
- Dave Edmunds
- Flamin’ Groovies
- Del Shannon
- Dr Feelgood
- City Boy
- Gary Shearston
- Edwin Starr
- Hobo
- Hawkwind
- Man-sziget
- Mike Oldfield
- Motörhead[3]
- Prelude
- Queen
- Roy Harper
- Rush
- Van der Graaf Generator

### Az 1980-as évek
- Adam and the Ants
- Age of Chance
- Bauhaus
- Bad Manners
- Christian Death
- Clannad
- The Damned
- Echo & the Bunnymen
- Edie Brickell & the New Bohemians
- Fields of the Nephilim
- Ian Gillan
- Icicle Works
- Monsoon
- Iggy Pop
- Joey Parratt
- Robert Plant[1]
- That Petrol Emotion
- Simple Minds[3]
- Skids
- The Stranglers
- The Teardrop Explodes
- T’Pau[3]
- The Undertones
- The Waterboys
- The Wonderstuff

### Az 1990-es évek
- 60 Ft. Dolls
- Ash
- Aztec Camera[3]
- Big Country
- Black Grape
- Black Sabbath
- The Bluetones
- The Boo Radleys
- The Charlatans
- Cast
- Coldplay
- Del Amitri
- Gaydad
- Gene
- HIM
- Julian Lennon
- Annie Lennox
- Manic Street Preachers
- Menswear
- New Order
- Northside
- Oasis
- Oceansize
- Paul Weller
- The Pogues
- Rock Union
- Sepultura
- The Stone Roses[2]
- Super Furry Animals
- Teenage Fanclub
- Toploader
- Witness
- The Wedding Present
- XTC

### A 2000-es évek
- Badly Drawn Boy
- Band of Skulls
- Beta Band
- Bullet For My Valentine
- Catatonia
- The Coral
- The Darkness
- Delays
- Delphic
- Funeral For A Friend
- The Enemy
- Gyroscope
- Heaven and Hell
- In Case Of Fire
- Joe Strummer
- KT Tunstall
- Kasabian
- Manic Street Preachers
- Morning Runner
- Nigel Kennedy
- Ocean Colour Scene
- Paulo Nutini
- Simple Minds
- Starsailor
- Suede
- Supergrass
- Super Furry Animals
- The Proclaimers[3]
- Violent Soho

### A 2010-es évek
- Maximo Park
- The Maccabees
- Gun
- Ben Montague
- Kasabian
- Bellowhead
- Lower Than Atlantis

## Fordítás
- Ez a szócikk részben vagy egészben  a   Rockfield Studios című angol Wikipédia-szócikk ezen változatának fordításán alapul.  Az eredeti cikk szerkesztőit annak laptörténete sorolja fel. Ez a jelzés csupán a megfogalmazás eredetét és a szerzői jogokat jelzi, nem szolgál a cikkben szereplő információk forrásmegjelöléseként.